# Tjänserödtjärnet
Tjänserödtjärnet är en sjö i Strömstads kommun i Bohuslän och ingår i Strömsån-Enningdalsälvens kustområde. Sjöns area är 0,024 kvadratkilometer och den befinner sig 65,5 meter över havet.